# Meineckia madagascariensis
Meineckia madagascariensis là một loài thực vật có hoa trong họ Diệp hạ châu. Loài này được (Leandri ex Humbert) G.L.Webster mô tả khoa học đầu tiên năm 1965.